# Acorn-Klasse
Die Acorn-Klasse der Royal Navy war eine ab 1910 in Dienst genommene Klasse von 20 Zerstörern, die bei der Benennung der britischen Zerstörerklassen nach Buchstaben ab August 1912 auch als H-Klasse bezeichnet wurde. Erstmals hatten die Boote auch einheitliches Aussehen, da alle nach Plänen der Admiralität gebaut wurden. Die Zerstörer verfügten über drei Schornsteine, von denen der vorderste dünn und höher und der zweite dicker war. 1917/1918 dienten zwei Boote unter japanischer Flagge im Mittelmeer. Im Ersten Weltkrieg gingen drei Zerstörer der Klasse verloren, die übrigen Boote wurden ab 1920/1921 verschrottet.

## Baugeschichte
Im Haushaltsjahr 1909–1910 bestellte die Royal Navy als Folgemodelle der mit Kohle getriebenen Beagle-Klasse neue Zerstörer mit Ölfeuerung, wie sie schon 1905 mit den großen Zerstörern der Tribal-Klasse und den Küstenzerstörern der Cricket-Klasse beschafft wurden. Der Wechsel der Feuerung erlaubte ein kleineres Boot mit weniger Besatzung, wie die unmittelbar vorangehende australische River-Klasse, und eine Verstärkung der Bewaffnung. Die Boote der Acorn-Klasse wurden weiter gehend als zuvor nach den Vorgaben der Admiralität gebaut und erhielten dadurch zumindest ein sich gleichendes äußeres Erscheinungsbild und band auch Bauwerften ein, die keine eigene Zerstörerentwicklung betrieben.

Kennzeichnend für die Klasse wurde der hohe, dünne vordere Schornstein und zwei kurze Schornsteine dahinter, von denen der vordere erheblicher dicker war. Die Hauptbewaffnung wurde auf zwei 4-Zoll-Mk.VIII-Kanonen, einer speziell für Zerstörer entwickelten Waffe, verstärkt, von denen die vordere direkt auf dem gegenüber der vorangehenden Klasse höheren Vorschiff stand und nicht mehr auf einer Plattform. Die beiden 12-Pfünder-76-mm-L/40-Geschütze standen an den Seiten zwischen den beiden vorderen Schornsteinen. Die beiden zentral montierten Torpedorohre folgten hinter den Schornsteinen und zwischen ihnen gab es einen erhöhten Stand für einen Scheinwerfer.
Die zwanzig Boote der neuen Klasse entstanden auf acht Werften, wobei John I. Thornycroft im Woolston bei Southampton mit vier Booten die meisten lieferte. Die anderen Boote kamen John Brown in Clydebank, Fairfield in Govan, Hawthorn Leslie in Hebburn am Tyne,
J. Samuel White in Cowes, William Denny in Dumbarton – alles Bauwerften mit Erfahrungen im Zerstörerbau – sowie je ein Boot von Swan Hunter & Wigham Richardson in Wallsend und A. & J. Inglis in Glasgow, die erstmals einen Zerstörer an die Navy lieferten.
Mit den Werften Palmers, Cammell Laird und Yarrow bauten drei sehr erfahrene Werften keine Boote dieser Klasse.
Ausgeliefert wurden die Boote ab November 1910 bis Februar 1912.
Die Boote verdrängten je nach Bauwerft zwischen 730 und 780 t.n. in normalen Ausrüstungsumfang und maximal bis zu 990 t.n. Die Länge der Boote betrug um die 75 m. Die vier Wasserrohrkessel waren bei den Booten vom Typ Yarrow, außer bei den White-Booten, die mit deren Typ White-Forster ausgerüstet waren. Bis auf die Brisk hatten alle Boote Parsons-Turbinen die auf drei Wellen wirkten. Die Brisk erhielt Brown-Curtis-Turbinen auf zwei Wellen. Die Antriebsanlagen der Boote von 13.500 PS ermöglichten eine Höchstgeschwindigkeit von 27 kn, wobei auch Boote über 30 kn erreichten. Der Aktionsradius wurde später als etwas unzureichend beschrieben, wobei es zwischen den einzelnen Booten erhebliche Unterschiede gab.

## Einsatzgeschichte

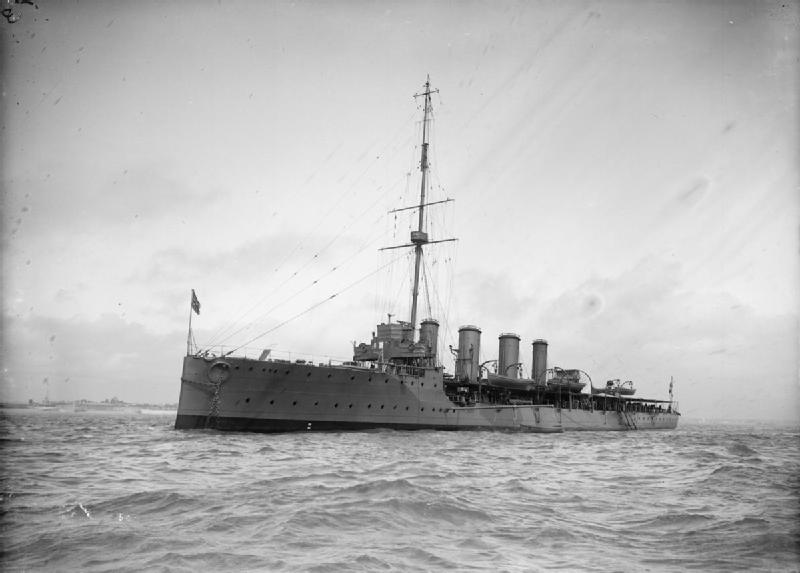
HMS Bellona, erster Flottillenkreuzer der Klasse

Als erstes Boot kam im November 1910 die Acorn von John Brown in den Dienst der Navy, der bis zum Juni 1911 achtzehn Boote folgten. Nur die bei Inglis gebaute Fury wurde erst im Mai 1912 fertiggestellt. Die Boote bildeten die 2. Zerstörerflottille mit dem Scout-Kreuzer HMS Bellona als Führer und den Scouts HMS Adventure und HMS Attentive sowie dem alten Kreuzer HMS Blake als Tender. Zeitweise waren auch vier Zerstörer der Beagle-Klasse in der Flottille neben den zwanzig Booten der Acorn-Klasse.
Als am 30. August 1912 die Admiralität die Umbenennung aller Zerstörer-Klassen nach Buchstaben anordnete, bildeten die Boote der Acorn-Klasse die H-Klasse. Ab September 1913 führten die Boote auch ein großes „H“ auf dem Rumpf unterhalb der Brücke und auf einem der Schornsteine.

### Kriegseinsatz

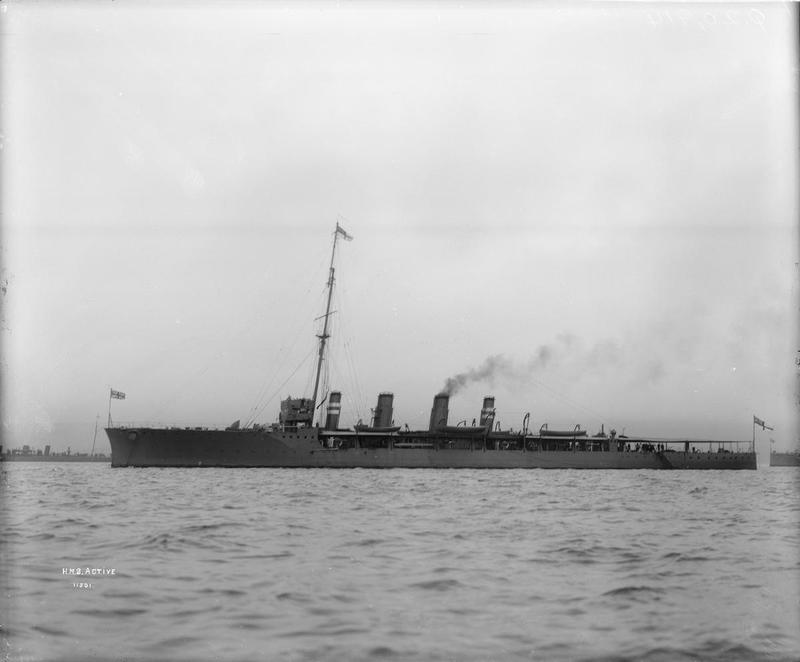
HMS Active, 1914 Flottillenkreuzer der Klasse

1914 befanden sich die 20 Boote der Acorn-Klasse alle bei der 2. Zerstörerflottille bei der Home Fleet. Flaggschiff der vier Zerstörerflottillen der Flotte war der Kreuzer Amethyst, Führungsschiff der 2. Flottille die Active. Im September 1914 wurde die im Bau befindliche Broke der für Chile im Bau befindlichen Faulknor-Klasse als Halbflottillenführer bestimmt, die im Dezember bei der Flottille eintraf. Dazu ersetzte das Schwesterschiff Fearless die Active als Flottillenkreuzer, die allerdings schon im Januar 1915 durch die Galatea abgelöst wurde, ehe im März die Active zur Flottille zurückkehrte und sie zusammen mit der Broke führte.

In der Nacht zum 19. Februar 1915 lief die Goldfinch im Nebel bei Start Point bei der Insel Sanday auf. Sie konnte nicht wieder abgebracht werden und wurde ab April 1919 vor Ort abgebrochen. Teile sind noch heute zu finden. Die HMS Goldfinch war der erste Verlust der Acorn-Klasse.

#### Einsatz in der Geleitsicherung

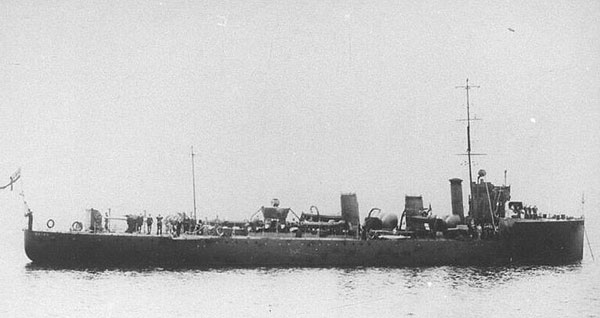
Die von Brown gebaute HMS Brisk

Ab Oktober 1915 entstand eine detachierte Einheit der Flottille unter dem Flottillenführer Tipperary am Westeingang zum Kanal mit den anfangs sieben Booten (Acorn, Comet, Fury, Hope, Redpole, Sheldrake, Staunch) zu denen in den folgenden Monaten weitere Boote kamen, so dass im Januar 1916 nur noch Nemesis und Nymphe bei der Grand Fleet im Norden Großbritanniens waren. Allerdings verlegten um den Jahreswechsel acht Boote ins Mittelmeer. Im April 1916 wurde die 2. Zerstörerflottille bei der Grand Fleet abgelöst und war mit jetzt elf Booten (Alarm, Brisk, Cameleon, Hope, Larne, Lyra, Nemesis, Nereide, Nymphe, Martin und Ruby) in Devonport ohne einen Führungskreuzer oder Flottillenführer für Geleitaufgaben stationiert.

Im Oktober 1917 wurde die Flottille nach Buncrana in Donegal verlegt, wohin sie noch die Acasta-Boote Alarm, Brisk, Hope, Martin und Ruby mitnahm, während die Lyra an die 4. Zerstörerflottille abgegeben wurde.

Am 2. Oktober 1917 fiel dann die Brisk durch einen Minentreffer aus, als sie dem torpedierten Panzerkreuzer Drake zur Hilfe eilte. Das Vorschiff des Zerstörers wurde abgerissen und 32 Mann starben. Der schwerbeschädigte Zerstörer wurde repariert und ging 1918 noch ins Mittelmeer. Dorthin wurden auch alle anderen Zerstörer der Acasta-Klasse nach und nach verlegt.

#### 5. Zerstörerflottille

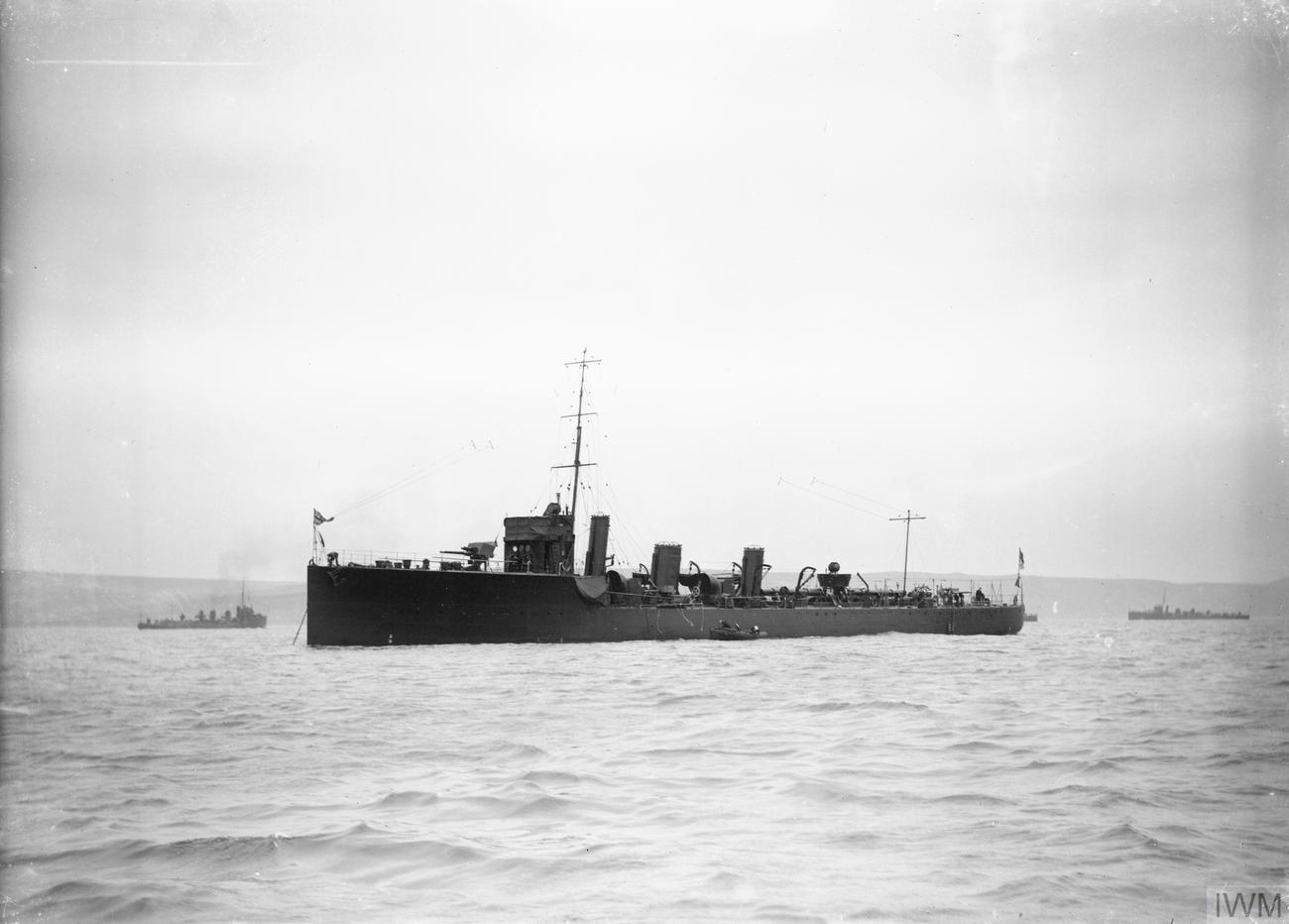
Die von Fairfield gebaute HMS Comet, eines der ersten Boote im Mittelmeer, dort letzter Kriegsverlust

Im Januar 1915 wurde bei der Mittelmeerflotte eine neue 5. Zerstörerflottille mit sieben Zerstörern der „River“-Klasse neu aufgestellt. Um die Jahreswende 1915/1916 wurden dann die ersten acht Boote der Acasta-Klasse (Comet, Fury, Redpole und Staunch, dann Acorn, Minstrel, Rifleman und Sheldrake) zur Flottille ins Mittelmeer abgegeben. Fury und Staunch erwarben noch die Battle Honour Dardanelles. Ende 1916 verlegten dann Cameleon, Nereide, Larne und Nemesis auch vom Kanal zu der 5. Flottille unterstehenden „Adriatic Squadron“. Im Mai 1917 wurde mit der „Malta Flotilla“ noch eine weitere Untereinheit gebildet, anfangs aus den acht Booten Acorn, Minstrel, Rifleman, Sheldrake, Cameleon, Larne, Nemesis und Nereide der Acorn-Klasse. Im Juni 1917 wurden Minstrel und Nemesis der japanischen Marine ausgeliehen und blieben als Sendan und Kanran weiter aus Malta im Einsatz.

1917 und 1918 wurden nach und nach auch die in Großbritannien verbliebenen Boote der Acorn-Klasse ins Mittelmeer verlegt. Als letztes Boot traf im Juni 1918 die nach schwerem Minentreffer reparierte Brisk dort ein.

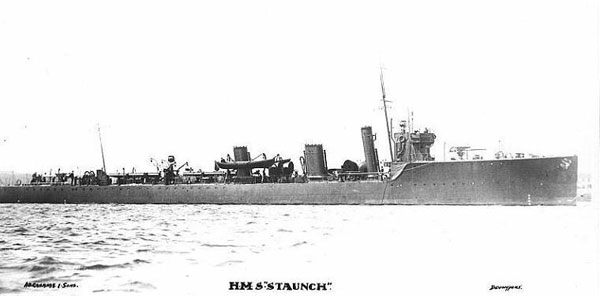
Die HMS Staunch

Zwei Boote der Klasse gingen im Mittelmeer verloren:

Am 11. November 1917 sank die Staunch nach Torpedotreffer durch UC 38 vor der Küste Palästinas, wobei acht Mann starben. Am 6. August 1918 sank nach einer schweren Explosion die Comet im Schlepp auf dem Weg nach Malta östlich von Sizilien. Auf den anfangs vermuteten Torpedotreffer gibt es keinen Anspruch eines U-Boots, so dass ein Minentreffer wahrscheinlicher ist. Das Boot war zwei Tage zuvor durch eine Kollision beschädigt worden und verlor durch die beiden Unfälle acht Mann.
1918 ersetzten Boote der River-Klasse die Acorn-Boote in Malta bis auf die beiden unter japanischer Flagge.

Bei Kriegsende verfügte die 5. Zerstörerflottille, die größte Zerstörerflottille der Royal Navy, als „British Aegean Squadron“ über 51 Boote, darunter alle 17 Acorn-Boote (Acorn, Alarm, Brisk; Cameleon; Fury; Hope; Larne, Lyra, Martin, Sendan ex HMS Minstrel; Kanran ex HMS Nemesis, Nereide, Nymphe; Redpole, Rifleman, Ruby; Sheldrake), wobei die beiden den Japanern zur Verfügung gestellten Boote mit acht Booten der River-Klasse das „Malta Contingent“ bildeten.

## Endschicksal
Die siebzehn Boote der Klasse, die den Krieg überstanden hatten, wurden ab 1919 meist in die Heimat zurückverlegt und dort 1920/1921 verschrottet; Hope und Martin wurde ab 1920 in Malta abgebrochen.

### Die Boote derAcorn-Klasse
| Name      | Bauwerft                   | Kiellegung | Stapellauf | in Dienst  | Endschicksal                                                              |
| --------- | -------------------------- | ---------- | ---------- | ---------- | ------------------------------------------------------------------------- |
| Acorn     | John Brown BauNr. 393      | 2.02.1910  | 1.07.1910  | 1.11.1910  | November 1921 zum Abbruch                                                 |
| Alarm     | Brown BauNr. 394           | 7.02.1910  | 29.08.1910 | 28.03.1911 | Mai 1921 zum Abbruch                                                      |
| Brisk     | Brown BauNr. 395           | 21.02.1910 | 20.09.1910 | 16.06.1911 | November 1921 zum Abbruch                                                 |
| Nemesis   | Hawthorn Leslie BauNr. 434 | 26.11.1909 | 9.08.1910  | 7.03.1911  | Juni 1917 an Japan als Kanran verliehen, November 1921 zum Abbruch        |
| Nereide   | Hawthorn BauNr. 435        | 3.12.1909  | 6.09.1910  | 6.04.1911  | Dezember 1921 zum Abbruch                                                 |
| Nymphe    | Hawthorn BauNr. 436        | 8.12.1909  | 31.01.1911 | 18.05.1911 | Mai 1921 zum Abbruch                                                      |
| Cameleon  | Fairfield BauNr. 471       | 6.12.1909  | 2.06.1910  | 12.1910    | Dezember 1921 zum Abbruch                                                 |
| Comet     | Fairfield BauNr. 472       | 1.02.1910  | 23.06.1910 | 12.01.1911 | nach Kollision am 4., am 6. August 1918 im Mittelmeer gesunken, acht Tote |
| Goldfinch | Fairfield BauNr. 473       | 23.02.1910 | 12.07.1910 | 15.02.1911 | 19. Februar 1915 aufgelaufen und verloren                                 |
| Redpole   | J. Samuel White            | 10.12.1909 | 24.06.1910 | 1.02.1911  | Mai 1921 zum Abbruch                                                      |
| Rifleman  | White                      | 12.1909    | 22.08.1910 | 03.1911    | Mai 1921 zum Abbruch                                                      |
| Ruby      | White                      | 02.1910    | 4.11.1910  | 04.1911    | Mai 1921 zum Abbruch                                                      |
| Larne     | Thornycroft                | 8.12.1909  | 23.08.1910 | 02.1911    | Mai 1921 zum Abbruch                                                      |
| Lyra      | Thornycroft                | 12.1909    | 4.10.1910  | 02.1911    | Mai 1921 zum Abbruch                                                      |
| Martin    | Thornycroft                | 12.1909    | 5.12.1910  | 03.1911    | August 1920 zum Abbruch                                                   |
| Minstrel  | Thornycroft                | 03.1910    | 2.02.1911  | 05.1911    | Juni 1917 an Japan als Sendan verliehen, Dezember 1921 zum Abbruch        |
| Hope      | Swan Hunter BauNr. 861     | 9.12.1909  | 6.09.1910  | 2.03.1911  | Februar 1920 zum Abbruch                                                  |
| Sheldrake | William Denny BauNr. 918   | 01.1910    | 18.01.1911 | 05.1911    | Mai 1921 zum Abbruch                                                      |
| Staunch   | W. Denny BauNr. 919        | 01.1910    | 29.10.1910 | 03.1911    | 11. November 1917 im Mittelmeer versenkt, acht Tote                       |
| Fury      | Inglis BauNr. 293          | 3.03.1910  | 25.04.1911 | 23.02.1912 | November 1921 zum Abbruch                                                 |